# TMEM241
TMEM241 (англ. Transmembrane protein 241) – білок, який кодується однойменним геном, розташованим у людей на короткому плечі 18-ї хромосоми. Довжина поліпептидного ланцюга білка становить 296 амінокислот, а молекулярна маса — 32 647.
| 10         |  | 20         |  | 30         |  | 40         |  | 50         |
| ---------- |  | ---------- |  | ---------- |  | ---------- |  | ---------- |
| MCVRRSLVGL |  | TFCTCYLASY |  | LTNKYVLSVL |  | KFTYPTLFQG |  | WQTLIGGLLL |
| HVSWKLGWVE |  | INSSSRSHVL |  | VWLPASVLFV |  | GIIYAGSRAL |  | SRLAIPVFLT |
| LHNVAEVIIC |  | GYQKCFQKEK |  | TSPAKICSAL |  | LLLAAAGCLP |  | FNDSQFNPDG |
| YFWAIIHLLC |  | VGAYKILQKS |  | QKPSALSDID |  | QQYLNYIFSV |  | VLLAFASHPT |
| GDLFSVLDFP |  | FLYFYRFHGS |  | CCASGFLGFF |  | LMFSTVKLKN |  | LLAPGQCAAW |
| IFFAKIITAG |  | LSILLFDAIL |  | TSATTGCLLL |  | GALGEALLVF |  | SERKSS     |

A: Аланін

C: Цистеїн

D: Аспарагінова кислота

E: Глутамінова кислота

F: Фенілаланін

G: Гліцин

H: Гістидин

I: Ізолейцин

K: Лізин

L: Лейцин

M: Метіонін

N: Аспарагін

P: Пролін

Q: Глутамін

R: Аргінін

S: Серин

T: Треонін

V: Валін

W: Триптофан

Задіяний у такому біологічному процесі, як альтернативний сплайсинг. 
Локалізований у мембрані.